# Бътлър (Мисури)
Вижте пояснителната страница за други значения на Бътлър.
Бътлър (на английски: Butler) е град в Мисури, Съединени американски щати, административен център на окръг Бейтс. Намира се на 95 km южно от Канзас Сити. Населението му е 4048 души (по приблизителна оценка от 2017 г.).
В Бътлър е роден писателят Робърт Хайнлайн (1907 – 1988).